# Маракуліно
Мараку́ліно (рос. Маракулино) — присілок у складі Нагорського району Кіровської області, Росія. Входить до складу Мулінського сільського поселення.
Населення становить 34 особи (2010, 54 у 2002).
Національний склад станом на 2002 рік — росіяни 100 %.